# Pobè

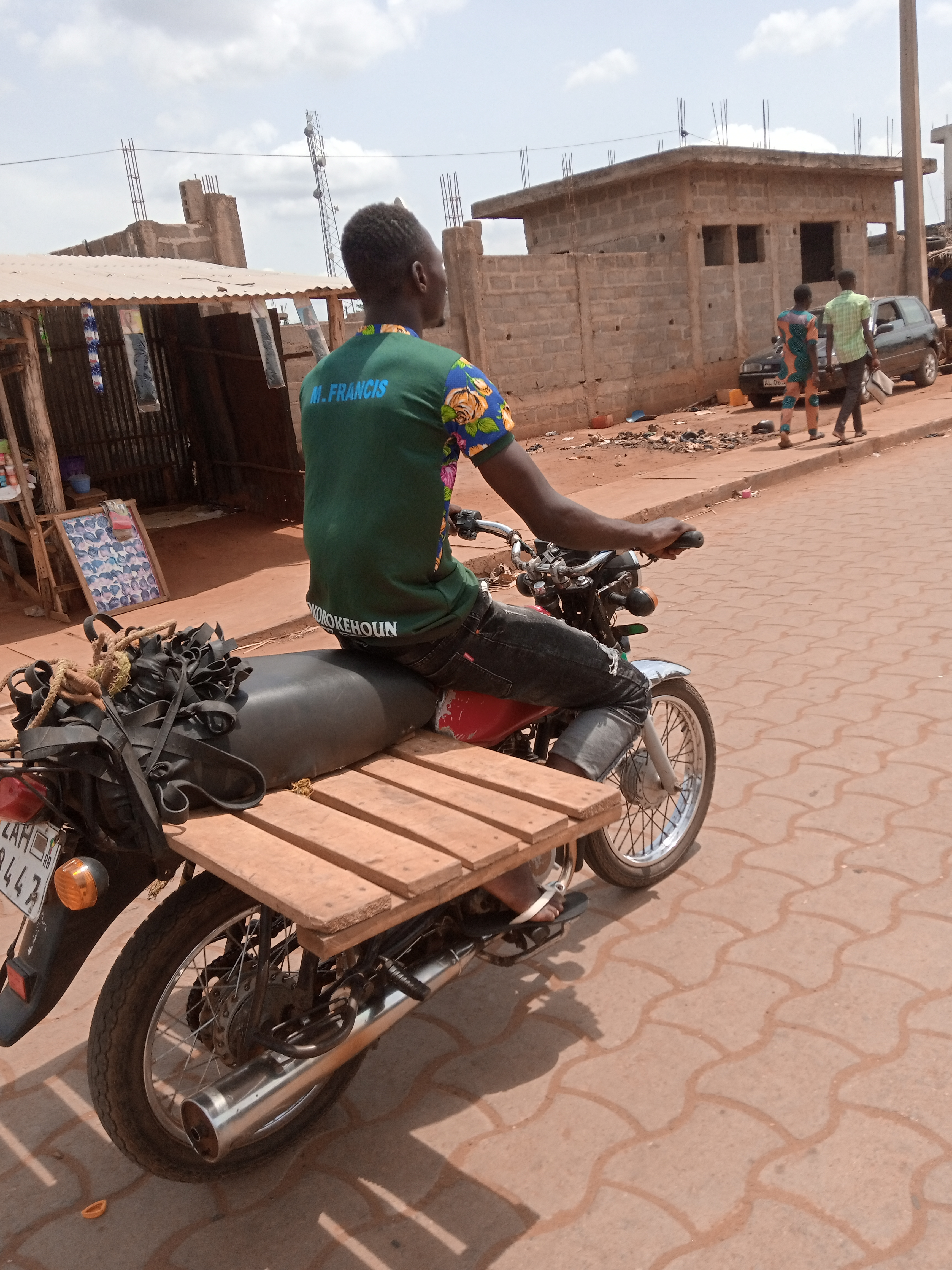
Taxi a Pobè.

Pobè è una città situata nel dipartimento dell'Altopiano nello Stato del Benin con 94 034 abitanti (stima 2006).